# Muncie (Indiana)
Muncie es una ciudad incorporada y sede del condado de Delaware, en el estado de Indiana (Estados Unidos). Se encuentra en el este de Indiana central, a unas 80 km noreste de Indianápolis. El censo de 2010 informó que la población de la ciudad era 70 085 habitantes. Es la ciudad principal del área estadística metropolitana de Muncie, que tiene una población de 117 671 habitantes.
Los lenape llegaron a la zona en los años 1790 y fundaron varias aldeas pequeñas, incluida una conocida como Munsee Town, a lo largo del río White. El pequeño puesto comercial, rebautizado como Muncietown, fue seleccionado como sede del condado de Delaware y se colocó en 1827. Su nombre fue acortado oficialmente a Muncie en 1845 y se incorporó como ciudad en 1865. Muncie se desarrolló como un centro industrial y de fabricación, especialmente después del bum del gas en Indiana en los años 1880. Es la sede de la Universidad Estatal Ball. Como resultado de los estudios de Middletown, investigación sociológica que se realizó por primera vez en los años 1920, se dice que Muncie es una de las ciudades de Estados Unidos más estudiadas de su tamaño.

## Historia

### Primeros asentamientos
El área fue colonizada por primera vez en los años 1790 por los lenape, que emigraron al oeste de sus tierras tradicionales en la región del Atlántico Medio (todo Nueva Jersey, sureste de Nueva York, este de Pensilvania y norte de Delaware) a nuevas tierras en actual Ohio y el este de Indiana. Los lenape fundaron varias ciudades a lo largo del río White, incluida Munsee Town, cerca del sitio de la actual Muncie.
Contrariamente a la leyenda popular, el nombre temprano de la ciudad Munsee Town se deriva del clan "Munsee" de los lenape, el nombre de los colonos blancos para un grupo de nativos americanos cuya aldea una vez estuvo situada a lo largo del río Blanco. No hay evidencia de que alguna vez haya existido un jefe mitológico Munsee.
En 1818, las tribus nativas del área cedieron sus tierras al gobierno federal bajo los términos del Tratado de Santa María y acordaron mudarse más al oeste para 1821. Nuevos colonos comenzaron a llegar a lo que se convirtió en el condado de Delaware, Indiana, alrededor de 1820, poco antes de que las tierras públicas del área se abrieran formalmente para la compra. La pequeña aldea comercial de Munsee Town, rebautizada como Muncietown, fue seleccionada como la sede del condado de Delaware y fue planificada en 1827. El 13 de enero de 1845, el gobernador de Indiana firmó una legislación aprobada por la Asamblea General de Indiana para acortar el nombre de la ciudad a Muncie. Pronto, una red de carreteras conectó Muncie con pueblos cercanos, condados adyacentes y con otras partes de Indiana. El ferrocarril de Indianápolis y Bellefontaine, el primero en llegar a Muncie en 1852, proporcionó a la ciudad y sus alrededores acceso a mercados más grandes para su producción agrícola, así como un medio más rápido de transportar personas y mercancías dentro y fuera del área.
Muncie se incorporó como ciudad el 6 de diciembre de 1854 y se convirtió en ciudad incorporada en 1865. John Brady fue elegido como el primer alcalde de la ciudad. Las primeras empresas de servicios públicos de Muncie también datan de mediados de los años 1860, incluida la planta de agua de la ciudad, que se estableció en 1865.
Después de la Guerra de Secesión, dos factores ayudaron a Muncie a atraer nuevos desarrollos comerciales e industriales: la llegada de ferrocarriles adicionales desde finales de la década de 1890 hasta principios de la de 1900 y el descubrimiento de abundantes suministros de gas natural en el área. Antes del descubrimiento de pozos de gas natural cercanos y el comienzo del auge del gas en Muncie en 1886, la región era principalmente un área agrícola, con Muncie sirviendo como centro comercial para los agricultores locales.

### Desarrollo cívico e industrial

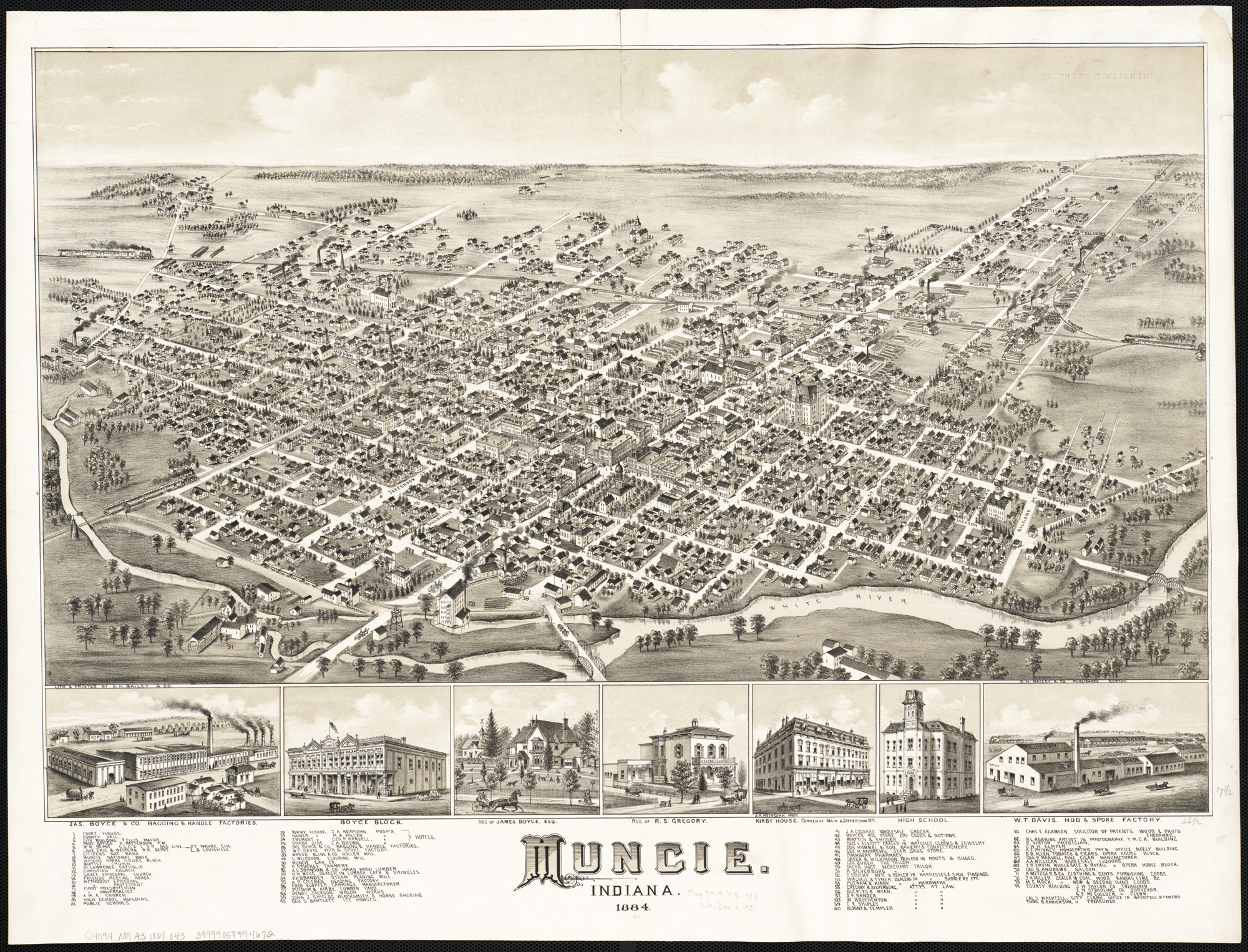
Ilustración de Muncie, mirando al sureste en 1884

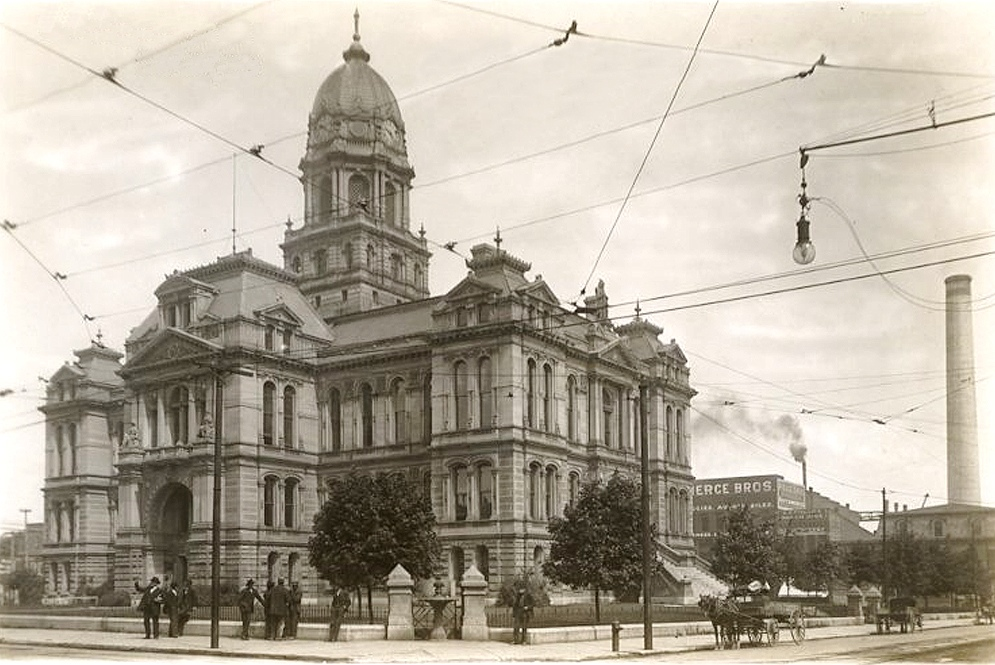
El palacio de justicia del condado de Delaware se completó en 1887. Fue demolido en 1966.

El bum del gas en Indiana de los años 1880 marcó el comienzo de una nueva era de prosperidad para Muncie. Los abundantes suministros de gas natural atrajeron nuevos negocios, industrias y residentes adicionales a la ciudad. Aunque la agricultura siguió siendo un factor económico en la región, la industria dominó el desarrollo de la ciudad durante los siguientes 100 años. Uno de los principales fabricantes que llegó temprano en el período de auge del gas de la ciudad fue Ball Brothers Glass Manufacturing Company, que pasó a llamarse Ball Corporation en 1969. Los hermanos Ball, que estaban buscando un nuevo sitio para su negocio de fabricación de vidrio que estuviera más cerca de un abundante suministro de gas natural, construyeron una nueva fundición de vidrio en Muncie, comenzando su producción de vidrio el 1 de marzo de 1888. En 1889, la empresa trasladó sus operaciones de fabricación de metales a Muncie.
Además de varias otras fábricas de vidrio, Muncie atrajo a las fábricas de hierro y acero. Kitselman Steel & Wire Company era el empleador más grande de Indiana en 1900 con 11.000 empleados; más tarde se convirtió en Indiana Steel & Wire. Otros incluían Republic Iron and Steel Company y Midland Steel Company (Midland se convirtió en Inland Steel Company y luego se mudó a Gary). Indiana Bridge Company también fue un empleador importante. Para cuando el suministro de gas natural del campo de gas de Trenton había disminuido significativamente y el auge del gas terminó en Indiana alrededor de 1910, Muncie estaba bien establecida como una ciudad industrial y un centro comercial para el centro-este de Indiana, especialmente con varias líneas de ferrocarril que la conectaban. a las ciudades más grandes y la llegada de la industria del automóvil después de 1900.
Numerosos desarrollos cívicos también ocurrieron como resultado del crecimiento de la ciudad durante las décadas de 1870, 1880 y 1890, cuando los ciudadanos de Muncie construyeron un nuevo ayuntamiento, una nueva biblioteca pública y una nueva escuela secundaria. La planta de gas de la ciudad también comenzó a funcionar a fines de los años 1870. La Muncie Star fue fundada en 1899 y la Muncie Evening Press fue fundada en 1905. Una nueva biblioteca pública, que era un proyecto de biblioteca Carnegie, se dedicó el 1 de enero de 1904 y sirvió como la rama principal del sistema de bibliotecas públicas de la ciudad.
El precursor de la Universidad Estatal Ball también llegó a principios del siglo XX. La Escuela Normal del Este de Indiana abrió 1899, pero cerró después de dos años. Varios esfuerzos posteriores para establecer una universidad privada en Muncie durante finales del siglo XIX y principios del XX también fracasaron, pero uno demostró ser muy exitoso. Después de que los hermanos Ball compraron la propiedad de la escuela y sus edificios vacíos y los donaron al estado de Indiana, la Escuela Normal del Estado de Indiana, División Este, precursora de la Universidad Estatal Ball, abrió en 1918. Fue nombrado Ball Teachers College en 1922, Ball State Teachers College en 1929 y el actual Ball State University en 1965.
A partir de finales del siglo XIX, junto con el auge del gas, Muncie desarrolló una comunidad de artes culturales activa, que incluía clubes de música y arte, clubes de mujeres, clubes de superación personal y otros clubes sociales. El artista de Hoosier J. Ottis Adams, que llegó a Muncie en 1876, luego formó una escuela de arte en la ciudad con su colega, William Forsyth. Aunque su escuela cerró con uno o dos años, se establecieron otros grupos de arte, sobre todo la Art Students 'League (1892) y la Muncie Art Association (1905).
A principios del siglo XX, varios ferrocarriles servían a Muncie, lo que ayudó a establecer la ciudad como un centro de transporte. El ferrocarril de Cincinnati, Richmond y Muncie (más tarde conocido como el ferrocarril de Chesapeake y Ohio) llegó a Muncie en 1903. Chicago, Indiana y Eastern Railroad (adquirido por una subsidiaria del sistema de ferrocarriles de Pensilvania) y Chicago y Southeastern (a veces llamado Ferrocarril Central de Indiana) también servían a la ciudad. Además de los ferrocarriles, las carreteras de Muncie conectadas con pueblos cercanos y un sistema interurbano eléctrico, que llegó a principios del siglo XX, lo unió a pueblos más pequeños y ciudades más grandes, como Indianápolis y Fort Wayne, Indiana y Dayton, Ohio.
Con la llegada de la industria automotriz y la industria de autopartes relacionada después del comienzo del siglo XX, el desarrollo industrial y comercial de Muncie aumentó, junto con el crecimiento de su población. Durante la Primera Guerra Mundial, los fabricantes locales se unieron a otros en todo el condado para convertir sus fábricas en la producción de material de guerra. En los años 1920, Muncie continuó su ascenso como centro de fabricación de automóviles, principalmente debido a su industria pesada y mano de obra calificada. Durante este tiempo, la comunidad también se convirtió en un centro de actividad del Ku Klux Klan. La membresía de Muncie en el Klan se estimó en 3500 a principios de la década de 1920. Los escándalos dentro del liderazgo del Klan, las divisiones entre sus miembros y algunos enfrentamientos violentos con sus oponentes dañaron la reputación de la organización. La creciente hostilidad hacia las actividades políticas, creencias y valores del Klan también dividió a la comunidad de Muncie, antes de que su popularidad y membresía declinaran significativamente a fines de la década.
Los residentes de Muncie también superaron los desafíos de la Gran Depresión, y los hermanos Ball continuaron su papel como principales benefactores de la comunidad al donar fondos para la construcción de nuevas instalaciones en Ball State y Ball Memorial Hospital. (El hospital, que abrió en 1929, más tarde se afilió a Indiana University Health). La Administración de Progreso de Obras (WPA) también proporcionó trabajos como nivelación de carreteras, mejoras al alcantarillado de la ciudad y construcción de puentes.

### Muncie comoMiddletown
En los años 1920, Robert y Helen Lynd dirigieron un equipo de sociólogos en un estudio de una comunidad típica de Estados Unidos medio. Los Lynd eligieron Muncie como el lugar para su investigación de campo, aunque nunca lo identificaron específicamente como "Middletown", el nombre ficticio de la ciudad en su estudio. Muncie recibió atención nacional después de la publicación de su libro, Middletown: A Study in Contemporary American Culture (1929). Los Lynd regresaron a Muncie para volver a observar a la comunidad durante la Gran Depresión, que resultó en una secuela, Middletown in Transition: A Study in Cultural Conflicts (1937). El estudio de Middletown de Lynds, que fue financiado por el Instituto Rockefeller de Investigación Social y Religiosa, tenía como objetivo estudiar "las tendencias entrelazadas que son la vida de una pequeña ciudad estadounidense".
Los Lynd fueron solo los primeros en realizar una serie de estudios en Muncie. La National Science Foundation financió un tercer estudio importante que resultó en dos libros de Theodore Caplow, Middletown Families (1982) y All Faithful People (1983). Caplow regresó a Muncie en 1998 para comenzar otro estudio, Middletown IV, que se convirtió en parte de un documental del Public Broadcasting Service titulado "El primer siglo medido ", lanzado en diciembre de 2000. El Ball State Center for Middletown Studies continúa investigando y analizando el cambio social en Muncie. Una base de datos de las encuestas de Middletown realizadas entre 1978 y 1997 está disponible en línea en la Asociación de Archivos de Datos Religiosos (ARDA). Debido a la extensa información recopilada de los estudios de Middletown durante el siglo XX, se dice que Muncie es una de las ciudades de su tamaño más estudiadas en los Estados Unidos.
Además de ser llamada una "ciudad típica estadounidense", como resultado de los estudios de Middletown, Muncie es conocida como Ciudad Mágica o Muncie Mágica, así como la Ciudad Amiga.

### Segunda Guerra Mundial hasta el presente

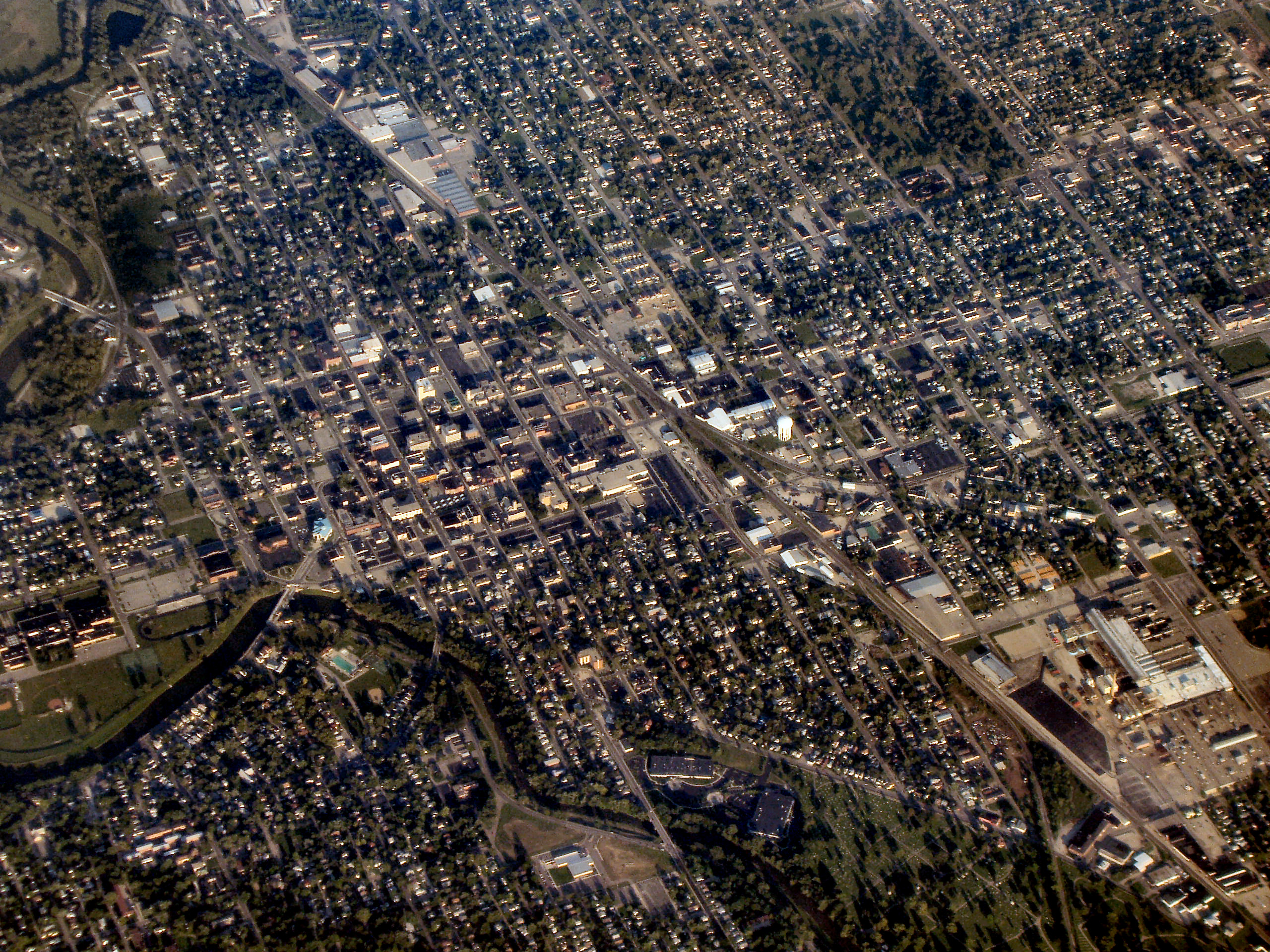
Vista aérea de Muncie en 2005

Durante la Segunda Guerra Mundial, los fabricantes de la ciudad volvieron a centrar sus esfuerzos en la producción en tiempos de guerra. Ball State y el aeropuerto de Muncie también capacitaron a pilotos para la Armada. La era de la posguerra fue otro período de expansión para Muncie, con un continuo crecimiento y desarrollo de industrias, construcción de nuevas viviendas, escuelas y negocios. Un bum demográfico trajo consigo un mayor desarrollo, especialmente de 1946 a 1965.
Desde las décadas de 1950 y 1960, Muncie ha continuado como un centro educativo en el estado y surgió como un centro de salud regional. A medida que aumentaba la inscripción en Ball State, se erigieron nuevos edificios en el campus de la universidad. Ball Memorial Hospital también amplió sus instalaciones. Sin embargo, en la década de 1960, las tendencias industriales habían cambiado. A partir de los años 1970, varias plantas de fabricación cerraron o se trasladaron a otros lugares, mientras que otras se adaptaron a los cambios industriales y permanecieron en Muncie. Ball Corporation, por ejemplo, cerró sus instalaciones de fabricación de vidrio en Muncie en 1962 y su sede corporativa se trasladó a Broomfield, Colorado en 1998. Muncie también albergaba otras operaciones de fabricación, incluidas Warner Gear (una división de BorgWarner), Delco Remy, General Motors, Ontario Corporation, AE Boyce Company y Westinghouse Electric, entre otras.
En 2017, el sistema de Escuelas Comunitarias de Muncie fue declarado una "subdivisión política en dificultades" y se puso en control directo del gobierno estatal. En 2018, el distrito escolar fue reformado y la Junta de Síndicos de Ball State nombró una nueva junta.

## Gobierno

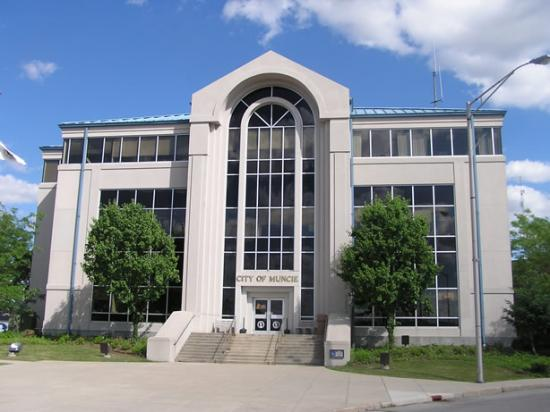
Ayuntamiento

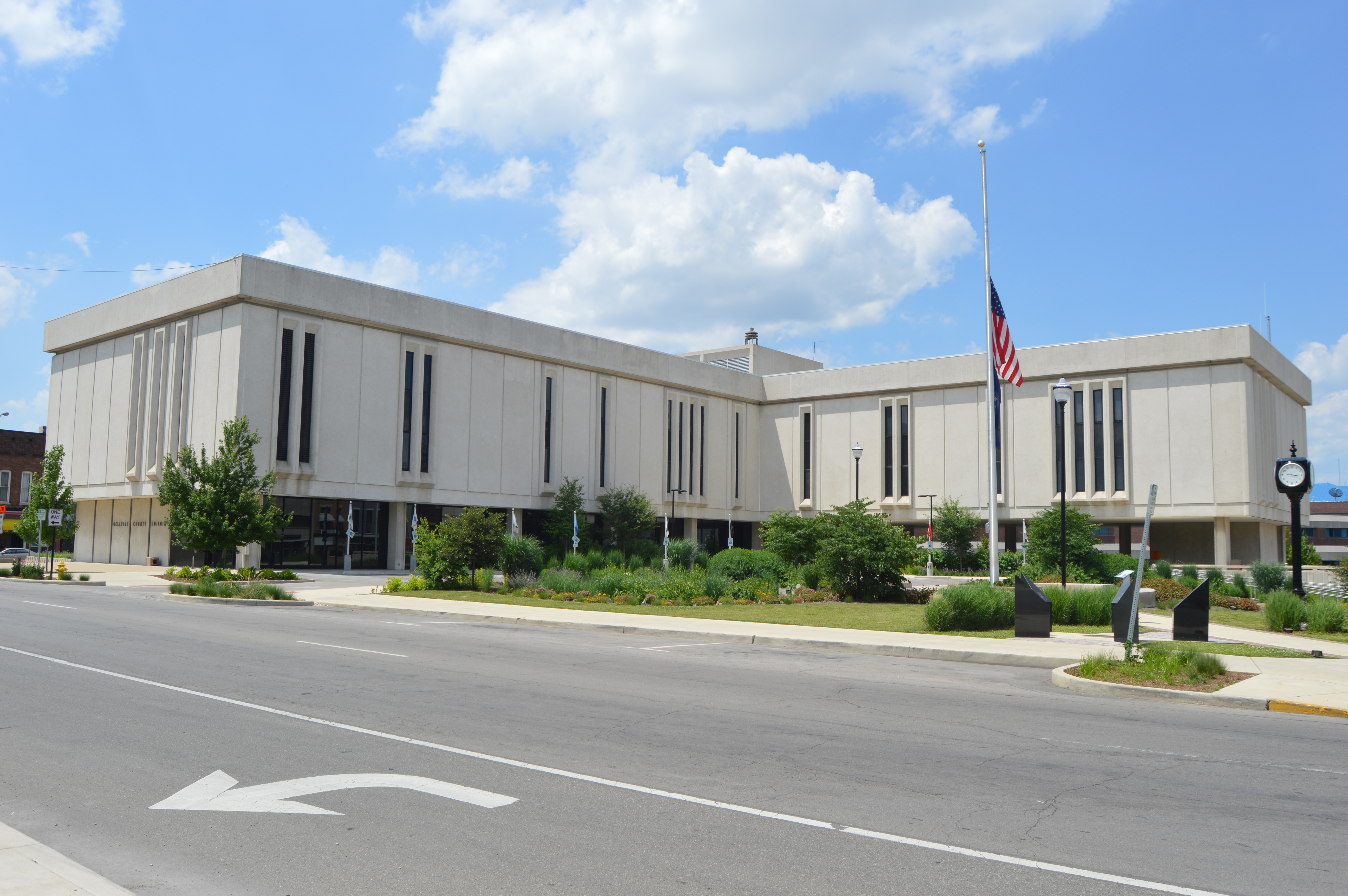
Palacio de Justicia del Condado de Delaware

El gobierno del condado es un organismo constitucional y la Constitución de Indiana y el Código de Indiana le otorgan poderes específicos.
Como ciudad de segunda clase en Indiana (población de 35.000 a 599.999), Muncie está gobernada por un alcalde y un concejo municipal de nueve miembros, así como por un secretario municipal y un juez municipal. Las elecciones municipales para alcalde, concejo municipal, juez municipal y secretario municipal se llevan a cabo en los años impares inmediatamente anteriores a las elecciones presidenciales (2015, 2019, etc.). El alcalde actual es Dan Ridenour, un republicano elegido por primera vez en 2019. La secretaria municipal actual es Belinda Munson y la jueza municipal actual es Amanda Dunnuck. Los nueve miembros del consejo de la ciudad se dividen en seis miembros elegidos de los distritos y tres miembros elegidos en general. Los miembros actuales del ayuntamiento son:
- Distrito 1: Jeff Green (R)
- Distrito 2: Jeff Robinson (D)
- Distrito 3: Brandon Garrett (D)
- Distrito 4: Brad Polk (R)
- Distrito 5: Jerry Dishman (D)
- Distrito 6: Anitra Davis (D)
- At-Large: Aaron Clark (R)
- At-Large: Troy Ingram (R)
- At-Large: Roza Selvey (R)

## Geografía
Muncie se encuentra ubicada en las coordenadas 40°11′56″N 85°23′36″O / 40.19889, -85.39333. Según la Oficina del Censo de los Estados Unidos, Muncie tiene una superficie total de 70.93 km², de la cual 70.44 km² corresponden a tierra firme y (0.7%) 0.5 km² es agua.

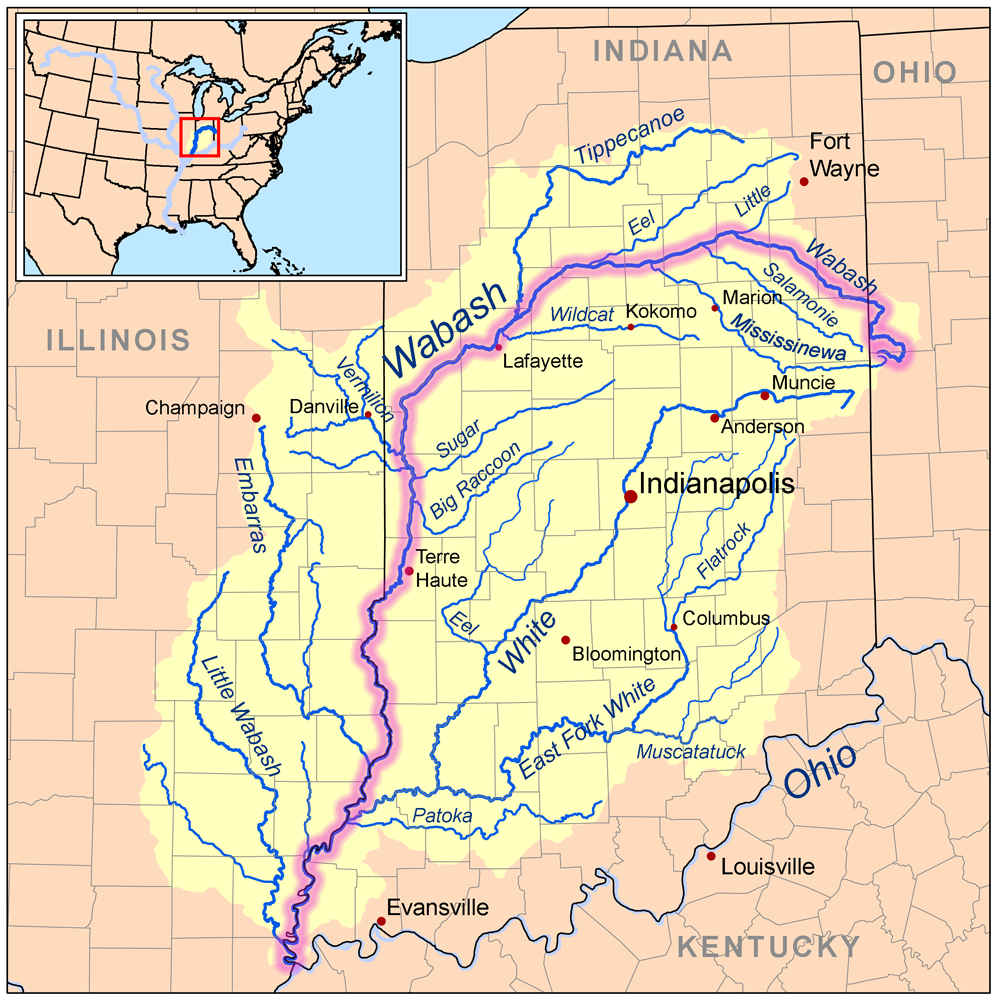
Ubicación de Muncie en un mapa de la cuenca del río Wabash

## Demografía
Según el censo de 2010, había 70085 personas residiendo en Muncie. La densidad de población era de 988,02 hab./km². De los 70085 habitantes, Muncie estaba compuesto por el 83.97% blancos, el 10.92% eran afroamericanos, el 0.29% eran amerindios, el 1.21% eran asiáticos, el 0.06% eran isleños del Pacífico, el 0.76% eran de otras razas y el 2.78% pertenecían a dos o más razas. Del total de la población el 2.25% eran hispanos o latinos de cualquier raza.

## Economía
Desde sus primeros días como centro comercial regional para la comunidad agrícola circundante hasta su primera ola de desarrollo industrial provocada por el auge del gas de Indiana a mediados de los años 1880, Muncie ha mantenido sus vínculos con una economía industrial y, en menor medida, con su raíces agrícolas. Además, la llegada del precursor a Ball State a principios del siglo XX contribuyó al desarrollo de Muncie como centro educativo, mientras que Ball Memorial Hospital, establecido en 1929, llevó a la reputación de la ciudad como un centro de atención médica para el centro-este de Indiana.
El principal desarrollo industrial de Muncie incluyó la fabricación de vidrio, las fábricas de hierro y acero, y la fabricación de automóviles y fábricas de autopartes. Entre sus primeros empleadores principales se encontraba Ball Corporation, establecida por los hermanos Ball de Buffalo, Nueva York, que abrieron una fábrica de vidrio en Muncie en 1888. Otros fabricantes notables además de Ball Corporation con operaciones en Muncie han incluido BorgWarner, The Broderick Company (una antigua división de Harsco), Dayton-Walther Corporation, Delco Remy, General Motors, New Venture Gear, Hemingray Glass Company, Ontario Corporation, AE Boyce Company, Indiana Steel and Wire y Westinghouse Electric.
Las tendencias industriales cambiantes provocaron cambios en el desarrollo económico de la ciudad. Como en muchas ciudades medianas del Rust Belt, la desindustrialización, que comenzó en los años 1960, afectó la economía de Muncie. Varias plantas de fabricación cerraron o se trasladaron a otros lugares. De 2001 a 2011, Muncie perdió miles de puestos de trabajo medida que la ciudad continuaba su transición de una fuerza laboral de cuello azul a una economía de servicios de cuello blanco basada principalmente en la atención médica, la educación y el comercio minorista.
Muncie ha atraído a algunos fabricantes nuevos, mientras que las fábricas más antiguas se han convertido para otros usos industriales. En 2009, Muncie se convirtió en la sede estadounidense de Brevini Wind, una empresa con sede en Italia que fabrica cajas de engranajes para turbinas eólicas. En 2011, el fabricante de locomotoras Progress Rail (una subsidiaria de Caterpillar Inc) abrió en una antigua instalación de Westinghouse que había estado vacante desde 1998.
La economía local es un tema controvertido entre los habitantes de Munson. Si bien muchos residentes mayores desempleados o subempleados se identifican fuertemente con la identidad manufacturera de la ciudad, los residentes más nuevos se identifican con el cambio de la ciudad hacia los servicios educativos y de salud. La contención es mayor entre los residentes que viven en las secciones una vez industrializadas del lado sur de la ciudad, ya que gran parte del crecimiento económico durante las últimas décadas ha tenido lugar en el lado norte de Muncie. La ciudad también lucha por retener a los graduados universitarios. A pesar de la presencia de Ball State, solo el 32.2 por ciento de los adultos en edad laboral del condado de Delaware (de 25 a 64 años) tienen un título universitario de dos o cuatro años, que está por debajo del promedio nacional.
La primera década del siglo XXI presenció un cambio cultural hacia los negocios locales y el empoderamiento económico, impulsado por Muncie Downtown Development Partnership y los residentes, patrocinadores y dueños de negocios de la comunidad del centro. En 2007, Muncie fue calificada como la ciudad universitaria más asequible de Estados Unidos por la empresa inmobiliaria Coldwell Banker. En 2015, Forbes clasificó a Muncie en el puesto 27 entre los lugares pequeños para negocios y carreras y en el puesto 18 en el costo de hacer negocios. First Merchants Corporation tiene su sede en Muncie, y la primera ubicación de Scotty's Brewhouse abrió en la ciudad en 1996.

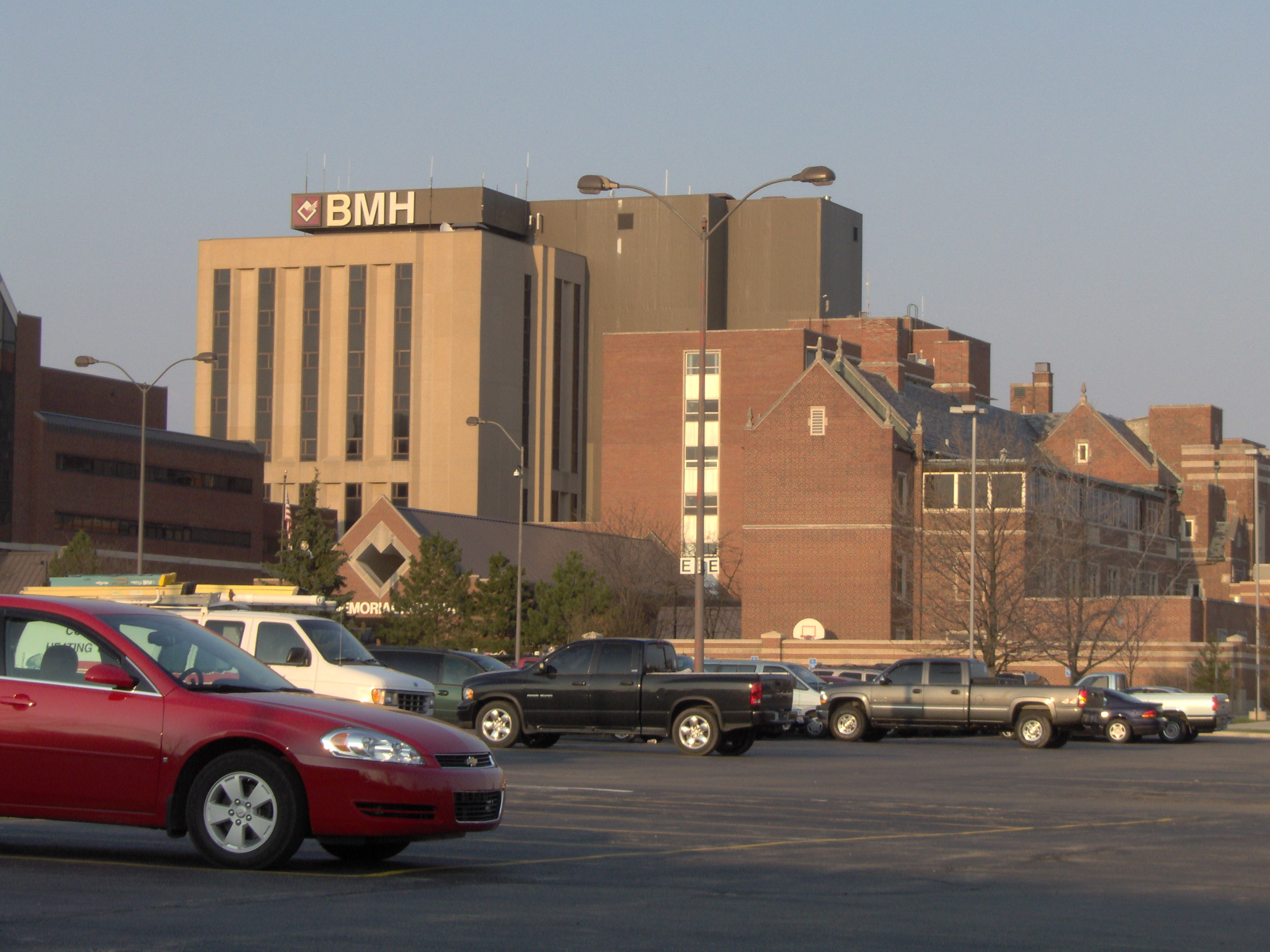
IU Health Ball Memorial Hospital es el empleador más grande de Muncie.

## Personas célebres de Muncie
- Mary Jane Croft, actriz
- Jim Davis, dibujante, creador de la tira cómica Garfield [66][67]
- Bertha Fry, supercentaria, tercera persona más vieja del mundo al momento de su muerte, 14 de noviembre de 2007 (113 años)[68]
- F. William Lawvere, matemático y filósofo conocido por sus contribuciones fundamentales a la teoría de categorías y la filosofía matemática[69]
- Ron Bonham, ex destacado del baloncesto All-American Muncie Central, Cincinnati Bearcats, Indiana Pacers y campeón de la NBA Boston Celtics
- Bill Dinwiddie, jugador de baloncesto profesional
- John Paul, Jr., conductor de Indy Car
- Bonzi Wells, ex sobresaliente del Muncie Central High School y la Universidad Estatal Ball, jugador de baloncesto profesional, Houston Rockets, Memphis Grizzlies, New Orleans Hornets, Portland Trail Blazers y Sacramento Kings[70]